# أدولف براون
أدولف براون (بالفرنسية: Adolphe Braun)‏ هو مصور فرنسي، ولد في 13 يونيو 1812 في بيزنسون في فرنسا، وتوفي في 31 ديسمبر 1877 في ميلوز في فرنسا.

## معرض صور

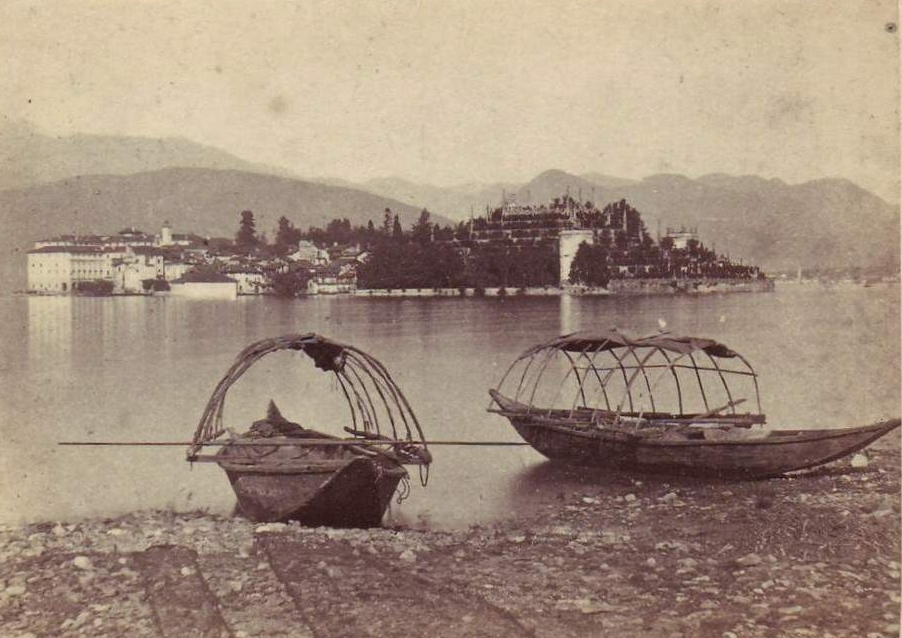
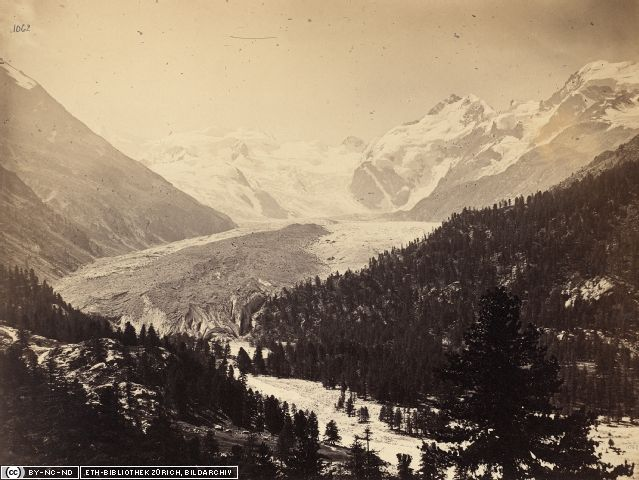
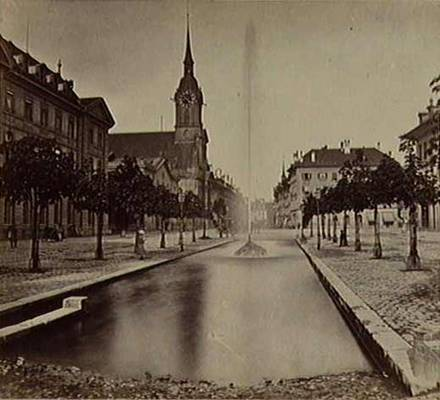
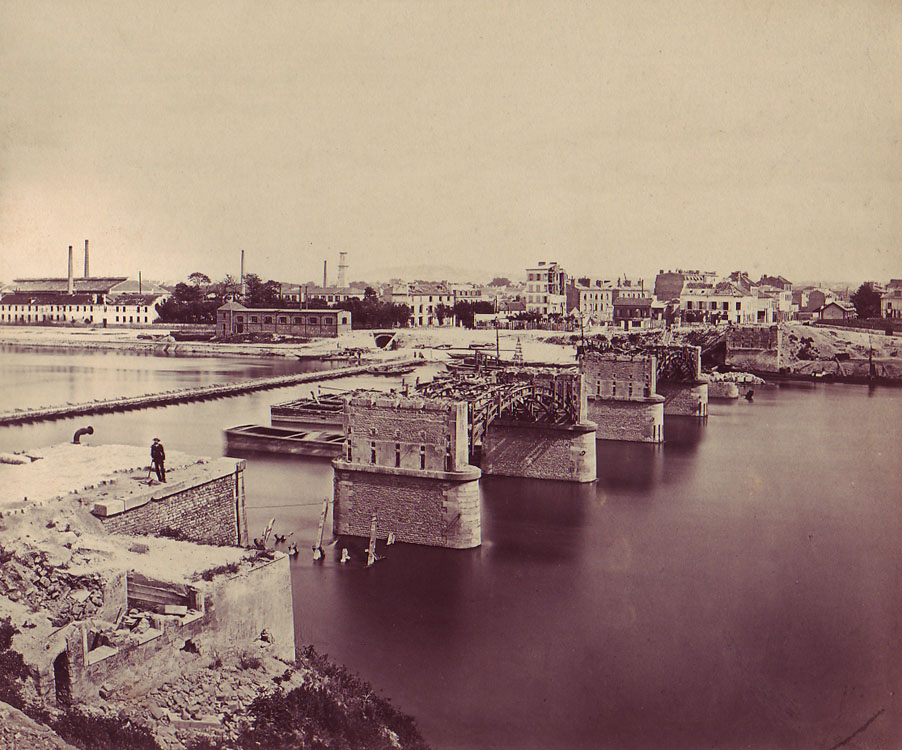
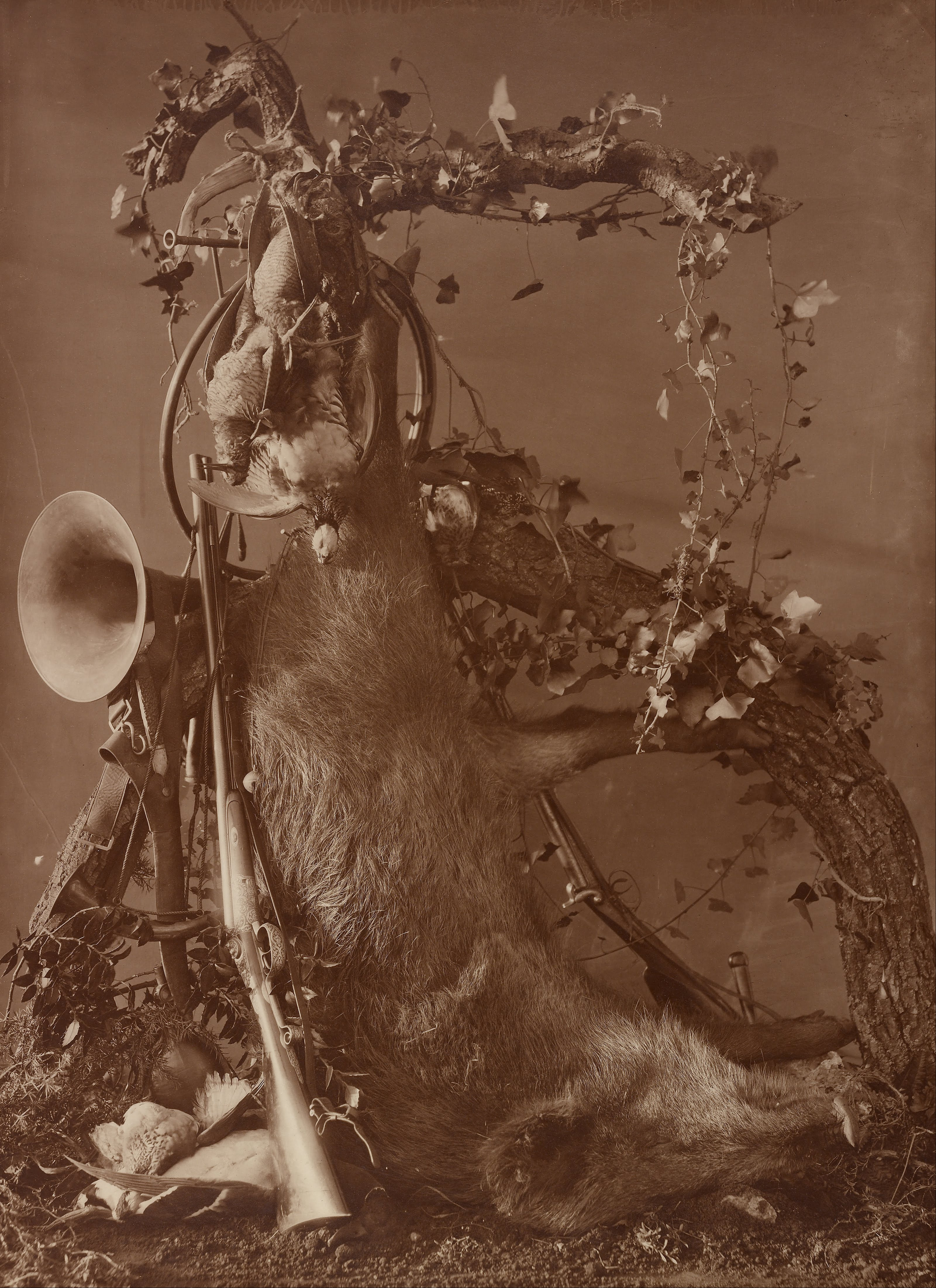